# Neurolipa
Neurolipa is een geslacht van vlinders uit de familie mineermotten (Gracillariidae).
Het geslacht omvat één soort:
- Neurolipa randiella  (Busck, 1900)